# 下延石韦
下延石韦（学名：Pyrrosia costata）为水龙骨科石韦属下的一个种。

## 扩展阅读
- 維基物種上的相關：下延石韦